# Agatha All Along (canción)
«Agatha All Along» (en Hispanoamérica, «Como Agatha no hay dos»; en España, «Ha sido Agatha, ¿quién si no?») es una canción original de la serie web de Marvel Studios, WandaVision, del servicio de streaming Disney+. Escrita por los compositores la serie, Kristen Anderson-Lopez y Robert Lopez, para el séptimo episodio «Breaking the Fourth Wall», la canción fue interpretada por Kathryn Hahn, con Lopez, Eric Bradley, Greg Whipple, Jasper Randall y Gerald White como coristas. La canción se inspiró en los temas de The Munsters y The Addams Family y se hizo viral tras aparecer en «Breaking the Fourth Wall». 
«Agatha All Along» se estrenó oficialmente el 23 de febrero de 2021, como parte de WandaVision: Episode 7 (Original Soundtrack). Debutó en la lista de ventas de canciones digitales de Billboard en el número 36, y le valió a Anderson-Lopez y Lopez una nominación en los Primetime Creative Arts Emmy Awards, entre otros reconocimientos.

## Antecedentes y producción
En diciembre de 2020, se anunció que Robert Lopez y Kristen Anderson-Lopez habían escrito temas para algunos de los episodios de la serie de Marvel Studios, WandaVision, de Disney+. El séptimo episodio de la serie, «Breaking the Fourth Wall», se estrenó en Disney+ el 19 de febrero de 2021, y terminó revelando que el personaje de Kathryn Hahn, Agnes, era en realidad Agatha Harkness y la manipuladora del idílico estilo de vida suburbano, inspirado en sitcoms estadounidenses, de Wanda Maximoff en Westview. La revelación fue acompañada por una secuencia de títulos de la serie ficticia Agatha All Along que incluía el tema de Anderson-Lopez y Lopez y secuencias que mostraban momentos de los que Agatha había causado. En los créditos de «Breaking the Fourth Wall» aparecía el nombre de la canción como «It Was ______ All Along». Al desarrollar el episodio, los escritores de WandaVision escribieron canciones temáticas de marcador de posición en los episodios antes de que Anderson-Lopez y Lopez fueran incorporados, con Cameron Squires, el escritor de «Breaking the Fourth Wall», nombrando el tema de Agatha "That's so Agatha", como referencia a la serie de televisión That's So Raven.
«Agatha All Along» es similar a la canción principal de The Munsters y a «The Addams Family Theme» de The Addams Family. La pareja se sintió atraída por la música de las anteriores series centradas en monstruos para dar al tema de Agatha un «sentimiento brujesco y macabro» con «un poco de sensación de tenor Oompa-Loompa» y la sensación de algo en una casa embrujada. Inicialmente, Anderson-Lopez y Lopez intentaron crear una canción similar a "That Girl" de Stevie Wonder, pero sintieron que no encajaba bien. Luego comenzaron a pensar en la canción como sobre brujas, lo que los llevó a espectáculos sobre brujas y figuras góticas, así como canciones de "Halloween-y" con un saxofón barítono que "rechina y gruñe".
La canción comienza en mi menor con un tempo de 148 latidos por minuto y un rango vocal de D♯4 a B4. Su progresión de acordes comienza en mi menor antes de mover un tritono a si bemol en el bajo con un puente centrado en sol mayor y un final «Shave and a Haircut». El tritono es el mismo intervalo utilizado por Anderson-Lopez y Lopez en las dos notas finales de su motivo de cuatro notas de WandaVision utilizado en sus otros temas. La canción incluye «un riff de cuerno de banda grande», clavecín eléctrico «kitsch» para el coro repetido, «barítonos alegres», un "'clap-clap, clap' snare", y se canta con «voces kooky-spooky», con una letra que revela cómo Agatha ha estado detrás de todas las tragedias del programa.
Lopez y Anderson-Lopez produjeron la canción, con Anderson-Lopez concibiendo la letra y Lopez componiendo la música. «Agatha All Along» fue arreglada y orquestada por Dave Metzger.: 32:37  Hahn es la cantante principal del tema, y Lopez hace los coros junto con Eric Bradley, Greg Whipple, Jasper Randall y Gerald White, los otros coristas masculinos de temas anteriores. Debido a la pandemia de COVID-19, Hahn grabó su voz a través de Zoom.

## Lanzamiento
«Agatha All Along» fue lanzada digitalmente por Marvel Music y Hollywood Records el 23 de febrero de 2021, como la segunda canción de WandaVision: Episode 7 (Original Soundtrack). El lanzamiento de la banda sonora estaba previsto originalmente para el 26 de febrero, con The Verge especulando que el lanzamiento se adelantó debido a la popularidad de la canción.

## Recepción

### Respuesta de la crítica
Tras el lanzamiento de «Breaking the Fourth Wall», «Agatha All Along» se hizo viral, con los espectadores especialmente atraídos por el tema, creando varios remixes, memes y vídeos de TikTok en los días siguientes. Un remix de trap creado por Leland Philpot recibió la atención de Anderson-Lopez, quien lo llamó "la cosa más gloriosa", mientras que López disfrutó de un remix de rock de Timmy Sean, diciendo que era "increíble" que Sean pudiera lanzarlo poco después del episodio sin partituras disponibles. El 23 de febrero, el hashtag de la canción se había convertido en tendencia en Twitter, y Disney vinculó el hashtag a su emoji de Agatha. López admitió que no anticipaban que «Agatha All Along» hubiera ganado tanta popularidad, ya que para ese momento habían asumido que ninguno de sus temas se habría convertido en un éxito ya que el anterior no había alcanzado ningún nivel de popularidad. Matt Shakman, el director del episodio, y Hahn también se sorprendieron por la popularidad de la canción.
Los comentaristas calificaron la canción de «pegadiza», con una letra «deliciosa», y la compararon con «Toss a Coin to Your Witcher» de la serie The Witcher de Netflix, que también se hizo viral. La canción también fue calificada como «la canción oficial del verano de 2021», la canción del año, y una canción que sería solicitada en celebraciones y discotecas tras la pandemia de COVID-19. Alex Zalben, de Decider, explicó por qué este tema parecía ser más popular que los anteriores de WandaVision, diciendo que emular el tema de The Munsters le permitía tener «un riff pegadizo que funciona, un gusano de oído probado» y añadiendo que las canciones para los villanos, como se ve en muchas de las películas de Walt Disney Animation Studios, son más divertidas. August Brown, de Los Angeles Times, coincidió con Zalben en que «Agatha All Along» era la canción de villano de WandaVision, describiéndola como «un sencillo memeable y deliciosamente vampírico que retuerce alegremente la trama de la serie» y que «probablemente perdurará fuera de ella como música de entrada para cualquiera que quiera provocar el caos». Brown calificó el canto de Hanh como perfecto, con «una convicción descarada». Antonio Ferme, de Variety, calificó «Agatha All Along» como «la mejor canción de presentación de personajes de todos los tiempos» y «posiblemente el gusano de oído más agresivo» de los temas de WandaVision. En Polygon, Joshua Rivera opinó que «Agatha All Along» fue el «mejor momento» de Anderson-Lopez y Lopez en WandaVision, calificando la canción como «el primer gusano de oído real de la serie: corta, pegajosa y extremadamente memeable». Gregory Lawrence, de Collider, opinó que el tema era «objetivamente genial» con «una perfecta imitación de los tropos del surf-rock de los años 1960 [y de los temas de las comedias de terror]». La colega de Lawrence, Emma Fraser, clasificó "Agatha All Along" como la mejor de las canciones temáticas de WandaVision, creyendo que llevaría a Anderson-Lopez y Lopez a ganar un Emmy.

### Desempeño comercial
Tras su lanzamiento, «Agatha All Along» alcanzó el número uno en la lista de bandas sonoras de iTunes, y el 24 de febrero de 2021, llegó al quinto puesto en su lista de los 100 mejores sencillos. Para la semana que terminó el 25 de febrero de 2021, «Agatha All Along» se ubicó en el puesto 36 en la lista de ventas de canciones digitales de Billboard, con 3.000 descargas y 1.6 millones de transmisiones en EE. UU.

### Reconocimientos
«Agatha All Along» fue nominada en los MTV Movie & TV Awards de 2021 al Mejor Momento Musical, la canción y Hahn fueron nominadas en los Premios Dorian 2021 a la Mejor Interpretación Musical de TV, para el 73° Primetime Creative Arts Emmy Awards, Anderson-Lopez y López ganaron Mejor Música Original y Letras por la canción; y la canción fue nominada en la 64.ª edición de los Premios Grammy a la Mejor Canción Escrita para Medios Visuales.